# Casa Howard (romanzo)
(Edward Morgan Forster, Casa Howard)
Casa Howard (Howards End) è un romanzo dello scrittore britannico Edward Morgan Forster, pubblicato per la prima volta nel 1910. Temi fondamentali del romanzo sono le relazioni fra persone di diverse classi sociali e le difficoltà della vita.
Dal libro nel 1992 è stato tratto l'omonimo film, con protagonisti Emma Thompson, Helena Bonham Carter, Vanessa Redgrave, Anthony Hopkins e Samuel West, con la regia di James Ivory.
Nel novembre 2017, un adattamento in quattro parti da Kenneth Lonergan è stato trasmesso da BBC One; e coprodotto con l'emittente americana Starz.

## Trama
Il romanzo racconta la storia di tre famiglie molto differenti fra di loro: i Wilcox, ricchi capitalisti con investimenti nelle Colonie; gli Schlegel, di origine tedesca ed esponenti della borghesia intellettuale di Londra; i Bast, una coppia della lower class inglese. Tre famiglie che hanno molto poco in comune, ma che la vita fa incontrare e scontrare. 
Le sorelle Schlegel incontrano spesso i Wilcox; la minore, Helen, viene allontanata sentimentalmente dal minore dei Wilcox, Paul. La maggiore delle Schlegel, Margaret, diventa molto amica della signora Ruth Wilcox. La cosa più preziosa che la signora Wilcox possiede è casa Howard, che invece non è apprezzata dalla sua famiglia. Ruth si augura che un giorno Margaret possa vivere a casa Howard e che così la casa possa ricevere cure migliori.
Nel frattempo le Schlegel stanno per perdere la casa, Ruth venuta a saperlo, in una lettera lascia casa Howard a Margaret Schlegel. La costernazione dei Wilcox è enorme, si sentono traditi dal loro stesso sangue. Decisi a non rispettare la decisione di Ruth, bruciano la lettera. 
 Intanto, col passare degli anni, dopo la morte della moglie Ruth, il signor Wilcox conosce meglio Margaret Schlegel e la sposa. Margaret cerca di indurre il marito ad una maggiore apertura mentale, ma non ci riesce. Nel frattempo il maggiore dei Wilcox, Charles, e la moglie prendono possesso di casa Howard. Gradualmente Margaret si rende conto dell'atteggiamento di distacco del marito nei confronti delle classi più povere e disagiate. Su consiglio del signor Wilcox, Helen Schlegel suggerisce al signor Bast di lasciare il suo lavoro presso la banca, perché la stessa è destinata a fallire. Qualche settimana dopo ritira la sua opinione catastrofica, ma ormai il danno è fatto. Il signor Bast ha perso entrambi i lavori. La situazione del signor Bast è ancora più complicata, in quanto ha una donna cui deve provvedere e che vorrebbe sposare. Successivamente si scopre che la donna in questione è stata l'amante del signor Wilcox anni prima, che lui ha abbandonato a Cipro, senza soldi né protezione. 
Margaret cerca di far comprendere al marito l'errore da lui commesso, ma senza successo. Helen cerca di aiutare il signor Bast, ma tutto va a rotoli. Il signor Wilcox, a causa della relazione avuta con la signora Bast, rifiuta di dare loro aiuto. Tutto si complica quando, in un momento di debolezza, Helen ha una relazione con il signor Bast e rimane incinta. Per nascondere il suo stato, Helen parte per la Germania. Margaret cerca di far ragionare il marito e di fargli capire gli errori commessi, ma senza risultato. Con l'inganno Helen viene costretta a tornare in Inghilterra; finalmente Margaret scopre il motivo del viaggio; cerca invano di nascondere la condizione di Helen ai Wilcox. Charles affronta il signor Bast, il quale viene ucciso. Alla fine il signor Wilcox apre gli occhi e si rende conto che solo rapportandosi agli altri si può vivere. Alla fine casa Howard viene data al figlio di Helen.

## Ispirazione
Forster, per descrivere Casa Howard, si è ispirato alla sua casa dell'infanzia di Rooks Nest nell'Hertfordshire, nella quale ha vissuto dal 1883 al 1893.
Pare quasi certo che Forster per descrivere le sorelle Schlegel si sia ispirato a Virginia Woolf e alla sorella Vanessa Bell.

## Edizioni italiane
- Casa Howard, traduzione di Luisa Chiarelli, Collana Biblioteca di Letteratura: I Classici Moderni n. 1, Milano, Feltrinelli, 1959. - Collana UEF n.435-6, Feltrinelli, 1963-2018; Introd. C. Bombieri, Garzanti, 1975.
- Casa Howard, traduzione di Paola Campioli, Collana Omnibus, Milano, Mondadori, 1986. - Introduzione di Alex R. Falzon, Collana Oscar narrativa, Mondadori, 1988.
- Casa Howard, traduzione di Enrico La Stella, Collana Tascabili economici, Roma, Newton Compton, 1994-2018.
- Casa Howard, traduzione di Gianna Lonza, Introduzione e prefazione di Silvano Sabbadini, Collana i Grandi libri, Milano, Garzanti, 1994-2018.